# Pour moi seule
Pour moi seule est un roman d'André Corthis publié en 1919 aux éditions Albin Michel et ayant reçu l'année suivante le Grand prix du roman de l'Académie française 1920.

## Résumé
Alvère, la narratrice, mariée au docteur Fabien Gourdon, un arriviste médiocre, vit à Lagarde, un village de Provence, où elle entreprend de raconter sa vie, une vie simple au cours de laquelle par deux fois, avant et après son mariage, elle a rencontré l'amour.

## Éditions
- Pour moi seule, éditions Albin Michel, 1919.